# Rifu

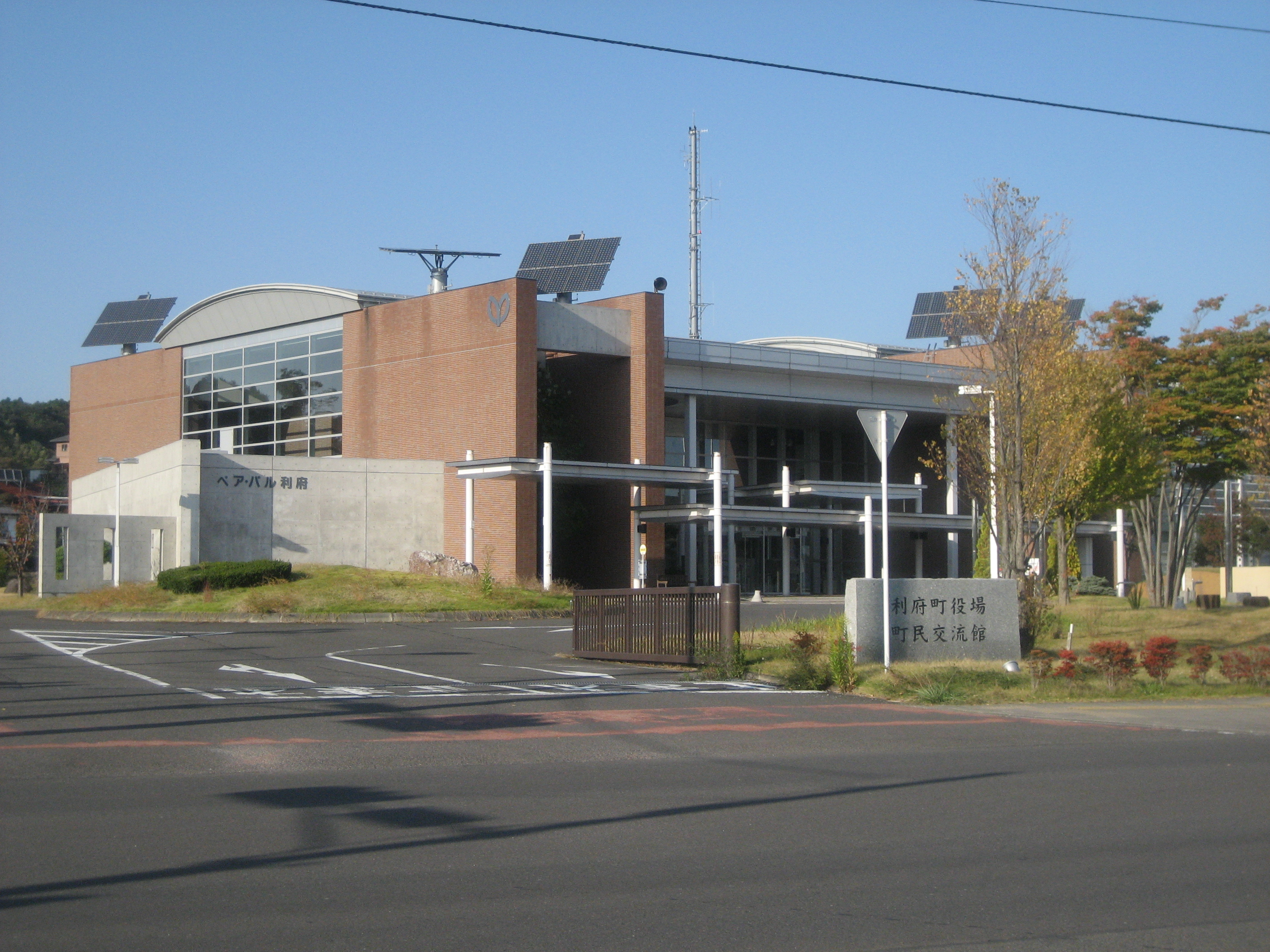
Prefeitura de Rifu

Rifu (利府町, Rifu-chō)é uma cidade localizada na província de Miyagi, no Japão. Em 1 de junho de 2020, a cidade tinha uma população estimada de 36.014 habitantes e uma densidade populacional de 800 pessoas por km2 em 13.568 domicílios. A área total da cidade é de 44,89 km2 (17,33 sq mi). Rifu é conhecido por suas peras nashi. Recentemente, vinho e doces feitos de peras nashi foram desenvolvidos na cidades.  

## Geografia
Rifu está localizado no centro-leste da província de Miyagi, limitado pela metrópole Sendai ao sul e pela Baía de Matsushima ao leste.

### Municípios vizinhos
Prefeitura de Miyagi
- Sendai
- Tagajō
- Shiogama
- Tomiya
- Ōsato
- Taiwa
- Matsushima

### Clima
Rifu tem um clima úmido ( classificação climática de Köppen Cfa ) caracterizado por verões amenos e invernos frios. A temperatura média anual em Rifu é 11.9 ° C. A precipitação média anual é 1237 mm sendo setembro o mês mais chuvoso. A temperatura média do mês de Agosto, o mês mais quente do ano, é de 24,4. ° C, e o mais baixo em janeiro, em torno de 0,6 ° C. 

### Demografia
De acordo com os dados do censo japonês,  a população de Rifu aumentou rapidamente nos últimos 50 anos.
A área do atual Rifu fazia parte da antiga província de Mutsu e foi colonizada pelo menos desde o período Jōmon pelo povo Emishi. Com o estabelecimento de Tagajō no período Nara, Rifu fazia parte da área de colonização Yamato central na região. Durante o período Sengoku, a área foi contestada por vários clãs de samurais antes de ficar sob o controle do clã Date do Domínio de Sendai durante o período Edo, sob o shogunato Tokugawa .
A vila de Rifu foi fundada em 1º de junho de 1889 com o estabelecimento da restauração pós-Meiji do sistema municipal moderno. Foi elevado à categoria de cidade em 1º de outubro de 1967.
Rifu tem uma forma de governo de conselho municipal com um prefeito eleito diretamente e um conselho municipal unicameral de 18 membros. Rifu, junto com o resto do Distrito de Miyagi, contribui coletivamente com um assento para a legislatura da Prefeitura de Miyagi. Em termos de política nacional, a cidade faz parte do 4º distrito de Miyagi da Câmara Baixa da Dieta Japonesa .

## Economia
A economia de Rifu é amplamente baseada na agricultura, principalmente horticultura e cultivo de arroz. O depósito de manutenção Sendai Shinkansen da East Japan Railway Company está localizado em Rifu.
- Estádio Miyagi

## Cidade irmã
- France – Lifou Island, New Caledonia,[3] since September 4, 1980.